# Ernst von Studnitz
Ernst Benno von Studnitz (* 5. Mai 1898 in Kiel; † 2. Dezember 1943 in Glücksburg) war ein deutscher Konteradmiral der Kriegsmarine.

## Leben

### Herkunft
Ernst von Studnitz entstammt einem alten westmährischen Adelsgeschlecht von Studnitz und war der Sohn des gleichnamigen Ernst von Studnitz (1862–1907), deutscher Fregattenkapitän und Kommandant des Kleinen Kreuzers Geier und Sohn von Generalmajor Benno von Studnitz, und Helene, geb. Gräfin von Beust (1876–1957).

### Militärkarriere
Ernst von Studnitz trat im Juli 1915 in die Kaiserliche Marine ein. Bis Oktober 1915 absolvierte er an der Marineschule und auf der Freya seine Ausbildung. Als Seekadett und später Fähnrich zur See diente er bis Juli 1916 auf der Moltke und kam dann bis Oktober 1918 auf die Königsberg. Zum 17. September 1917 wurde er Leutnant zur See. Anschließend begann er eine Ausbildung an der U-Bootsschule, die bis Kriegsende aber nicht beendet werden konnte.
Nach dem Krieg wurde er in die Reichsmarine übernommen und hier am 1. Januar 1921 Oberleutnant zur See. Am 1. Mai 1928 wurde er Kapitänleutnant. 1931 war er Führer der 1. Kompanie der Marineschule Friedrichsort.
Am 1. April 1935 zum Korvettenkapitän befördert, war er im gleichen Jahr als Navigationsoffizier auf der Deutschland.
Ab April 1938 bis Februar 1940 war er Kommandeur der II. Marine-Unteroffizierlehrabteilung in Wesermünde. Am 1. Januar 1940 wurde er zum Kapitän zur See befördert. Anschließend übernahm er bis März 1941 das Kommando über die I. Marine-Unteroffizierlehrabteilung. Vom 26. März 1941 bis 6. Juni 1943 war er Kommandant der Nürnberg. Von Januar 1942 bis Mitte des Jahres war er kurzzeitig Kommandant des erneut in Dienst gestellten Linienschiffs Schlesien. Im Juni/Juli 1943 war er kurz Kommandant der Seeverteidigung Saloniki. Ab Anfang Juni 1943 war er bis zu seinem Tod Kommandant der Seeverteidigung Attika. Am 1. September 1943 war er zum Konteradmiral befördert worden. Ende 1943 erlag er seinen Kriegsverletzungen.

### Familie
Am 1. Oktober 1921 heiratete er in Rantzau Agnes Eleonore Gräfin von Baudissin-Zinzendorf-Pottendorf (1901–1987). Das Paar hatte folgende Kinder:
- Karl Ludwig Benno Ernst Achim (1922–1944)
- Ernst-Bernhard Wolf Otto (* 1924)
- Inge Nora Elisabeth (* 1924)
- Helga Ingeborg Helene (* 1935)
- Eckart Ernst Adolf (* 1940)
- Dieter Ernst Friedrich (* 1940)